# Коран
 Тази статия е за свещената книга на исляма.  За селото в Северна Италия вижте Корана (Италия).  
Коранът (от арабски: أَلْقُرآن, qur'ān – „четиво, лекция“) е свещената книга на исляма, съставена в писмен вид около 650 г. по време на халифа Осман ибн Афан.
Според ислямската традиция той е низпослан на части в продължение на 23 години на пророка Мохамед (570 – 632 г.) от Аллах. Мохамед е бил на 40 г., когато в пещерата Хира, близо до свещения град Мека, чува за пръв път гласа на ангела Джибрил (Гавриил).
Коранът се състои от 114 сури (глави), подредени от дълги към кратки, които биват според мястото на откровението мекански и медински. Сурите са разделени на аяти. Някои сури, обикновено в началото си, съдържат аяти със скрит смисъл, наречени Хуруфу Мукатта.
За мюсюлманите Коранът съдържа словата на Аллах. Още от времето на Мохамед сурите от Корана се наизустяват, а хората, наизустили целия Коран, носят почетната титла хафъз (хуфаз - пазител).

## Четене на Корана
В Исляма, за разлика от християнството, няма свещеници, които да тълкуват Корана на вярващите. Всеки мюсюлманин трябва самостоятелно и директно да се запознае със съдържанието на свещения текст. Все пак съществува вековна традиция на тълкуване на Корана и на Сунната, като някои от коментарите към тях са също много ценни. И в наши дни в школите за изучаването му се води този религиозен диалог, наречен тафсир и продължаващ вече четиринадесет века. Коранът трябва да се чете на арабски език. Коранът е превеждан на много езици, като този превод се нарича смислов превод, тъй като буквален превод с цялото богатство на арабския език е невъзможно да се осъществи на който и да е език. На български език Коранът е преведен от професор Цветан Теофанов.

## Надписи и илюстрации в Корана
Ислямското изкуство смята калиграфията за вдъхновение и в миналото тя била изисквана задължително при заниманията с теология. Развитието на калиграфията се дължи на това, че в исляма иконописта е забранена. Постепенно калиграфията става толкова богата и украсена, че започва да изпълнява декоративни и почти абстрактни функции.

## Критика
Оригиналност на ръкописите. Според традиционното ислямско учение, всичко от Корана е записано от сподвижниците на Мохамед, докато той е жив (610 – 632 г.), но се е предавал предимно гласно. Писмената компилация на целия Коран в днешната си форма не е била завършена много след смъртта на Мохамед.
Дефекти в Корана. Критиците отхвърлят идеята, че Коранът е перфектно чудо и е невъзможно да се имитира, както се твърди в самия Коран. В Еврейската енциклопедия от 1901 – 1906 г., например, пише: „Езикът на Корана се счита от мохамеданите като несравним модел на съвършенство. Критиците обаче твърдят, че особености могат да бъдат намерени в текста. Например, те отбелязват, че едно изречение, в което нещо е казано, отнасящо се до Аллах е понякога последвано веднага от друго, в което Аллах е говорителят (примери за това са сури XVI. 81, XXVII. 61, XXXI. 9, и XLIII. 10.). Много особености в позициите на думи се дължат на нуждите от рима (сури LXIX. 31, LXXIV. 3), докато използването на много редки думи и нови форми могат да бъдат проследени по същата причина (например в сура IX. 8, 9, 11, 16)“. По-сериозни са фактическите грешки. Например сура 25:53 твърди, че прясна вода и солена вода не се смесват. Докато може да има случаи, в които тези два вида на вода се смесват бавно, всяка (с прясна вода) река, която достига до океана, ще се смеси със солената вода. Такива зони на смесване се наричат естуари (например при устието на Ла Плата).